# Lembrée
La Lembrée est un ruisseau de Belgique, affluent en rive droite de l'Ourthe et donc sous-affluent de la Meuse. La rivière coule en province de Liège principalement dans la commune de Ferrières.

## Parcours
Le ruisseau prend sa source comme dans les bois situés au bord de l'autoroute E25 au sud-est du hameau de Paradis (commune d'Aywaille) à une altitude de 430 m. Le cours d'eau porte alors le nom de ruisseau du Pouhon. Il passe sous Ernonheid puis coule au pied de la chapelle Sainte Anne des Pouhons où il prend la direction de l'ouest. Il arrose les hameaux de La Levée, Grimonster et La Rouge-Minière. Poursuivant par Ferot où il reçoit la Velle en rive droite puis Malacord où il s'adjoint les eaux de la Logne en rive gauche, le ruisseau arrive à la ferme de Lembrée, coule au sud de My, rejoint Vieuxville puis continue son cours sous le château fort de Logne. Son confluent avec l'Ourthe se trouve au hameau de Palogne dans la commune de Ferrières à une altitude de 124 m.

## Principaux affluents
- le ruisseau du Paradis à Pouhon en en rive droite,
- la Velle à Ferot en rive droite,
- la Logne à Malacord en rive gauche.

## Débit
Le débit moyen de la rivière mesuré à Vieuxville, observé entre 1993 et 2003 (bassin versant de 51 km2) est de 0,71 m3/s. Durant la même période on a enregistré :
- Un débit annuel moyen maximal de 0,97 m3/s en 2002.
- Un débit annuel moyen minimal de 0,37 m3/s en 1996.

Source : Ministère de la Région Wallonne.

## Perte et résurgences
A Ferrières, la Lembrée pénètre dans la bande calcaire de la Calestienne.
Elle suit une grotte magnifique "Grotte des emotions" dont on a condamné l'entrée afin de la préserver.
Un peu en aval de la ferme de Lembrée, au sud de My, les eaux du ruisseau pénètrent progressivement sous terre poursuivant leur cours par des galeries inférieures au cours initial et ne réapparaissent que deux kilomètres et demi plus loin à l'entrée de Vieuxville. Les eaux ressortent alors de terre en deux points distincts formant pour quelques dizaines de mètres le ruisseau du Moulin de Vieuxville qui se jette dans le lit (souvent asséché) de la Lembrée au niveau de la rue du Ravet.
Toutefois, lorsque le débit est très important, l'eau coule également en surface.

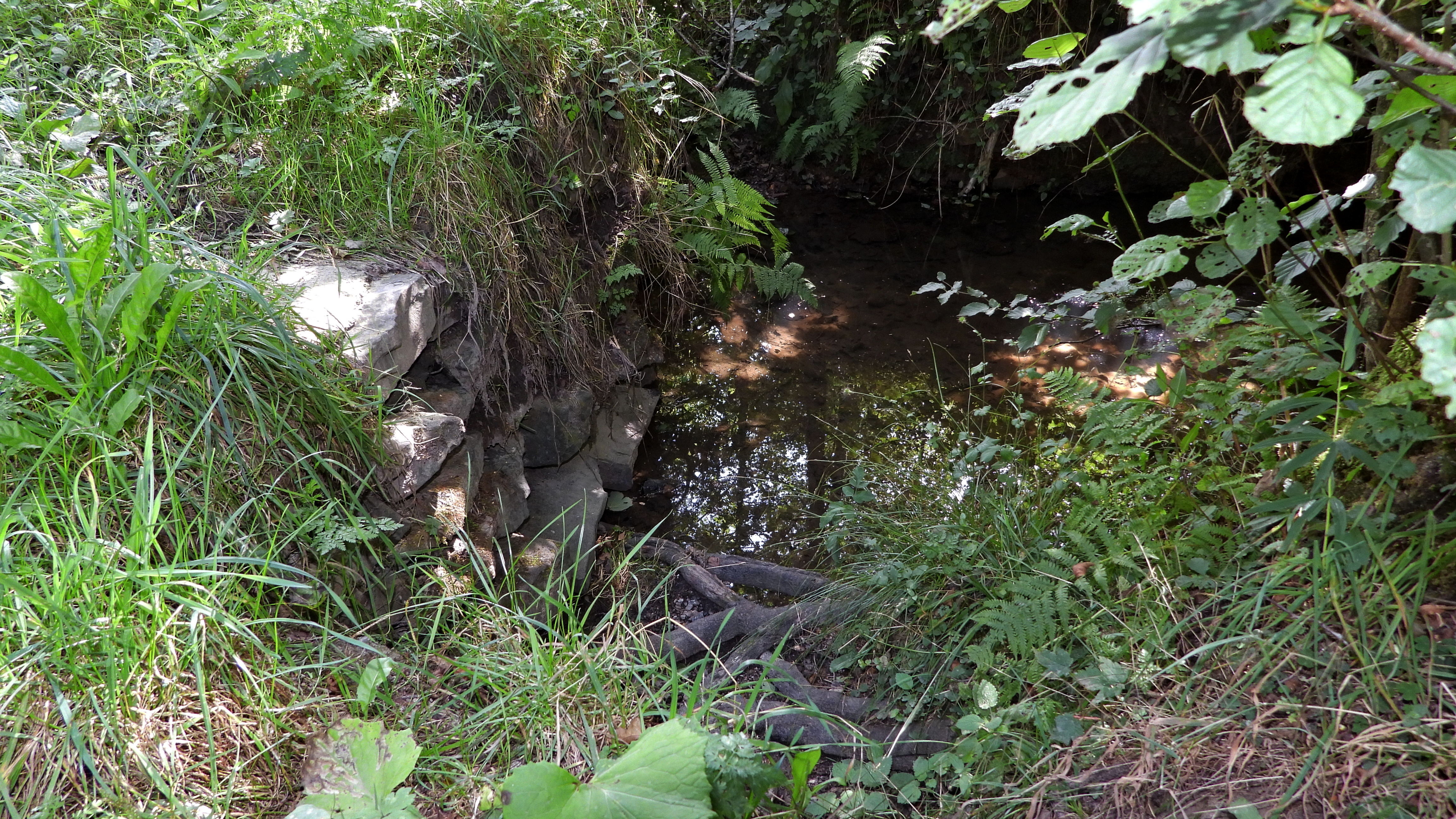
Source de la Lembrée
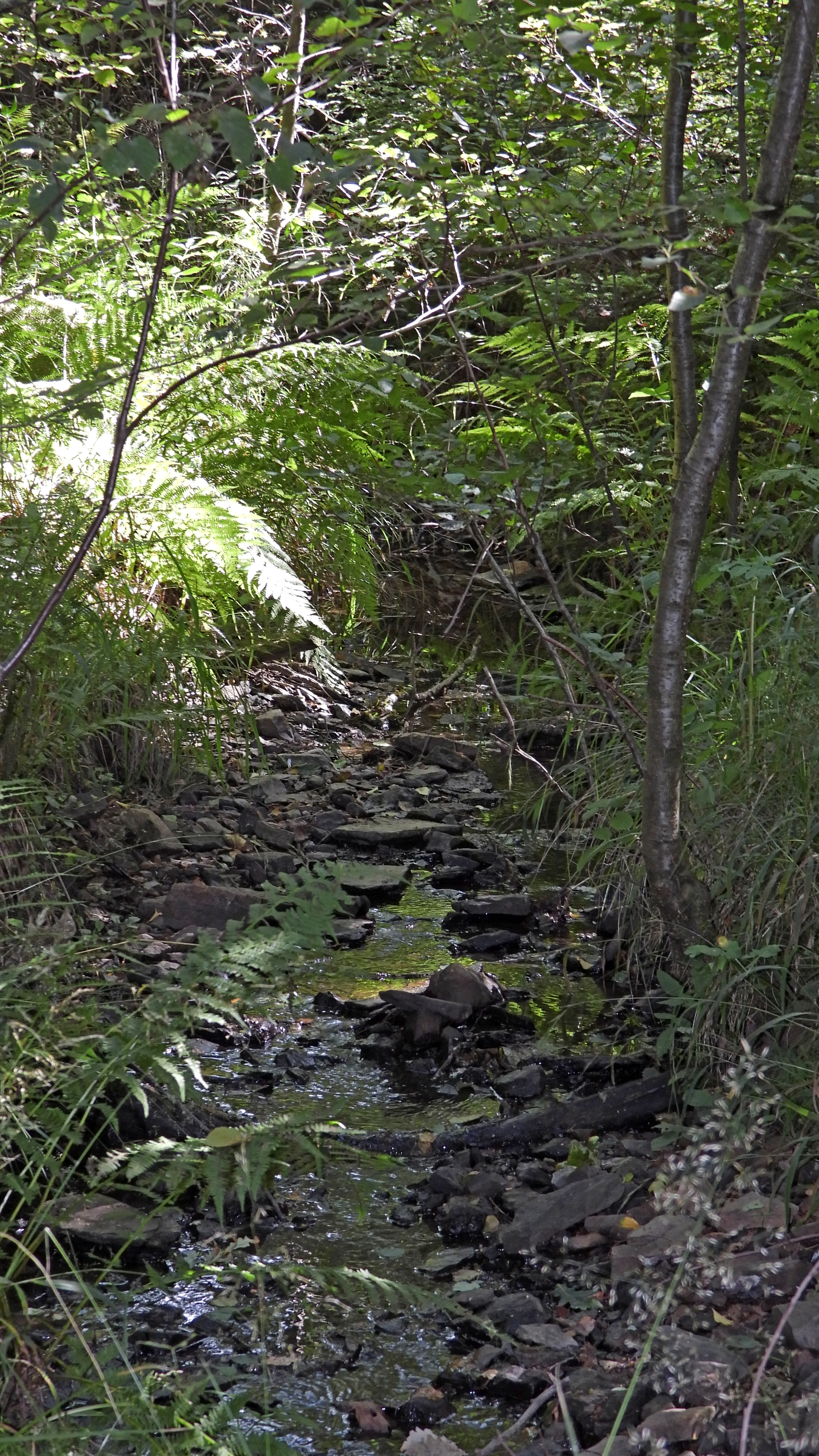
Début de la rivière
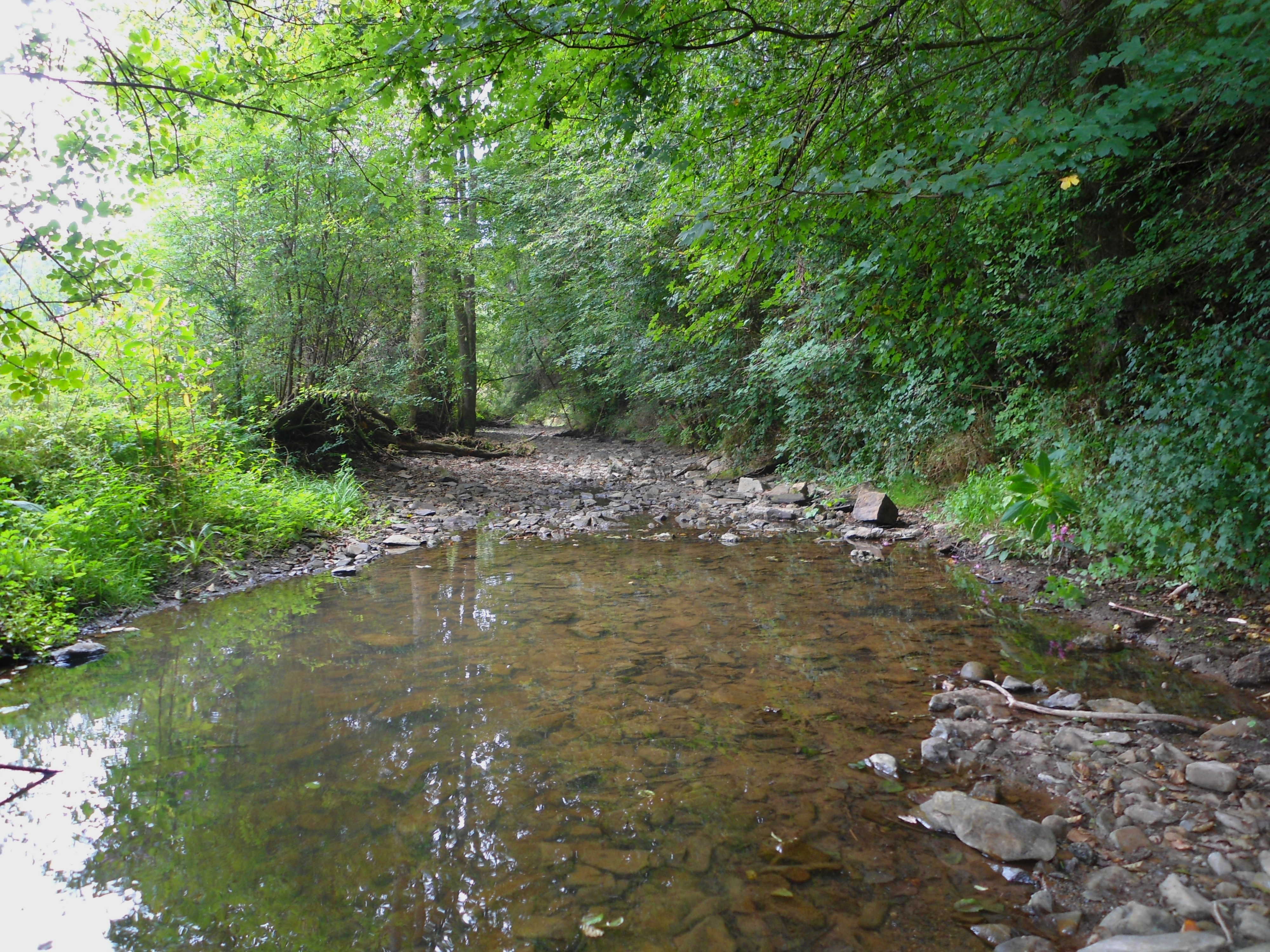
Perte de la Lembrée
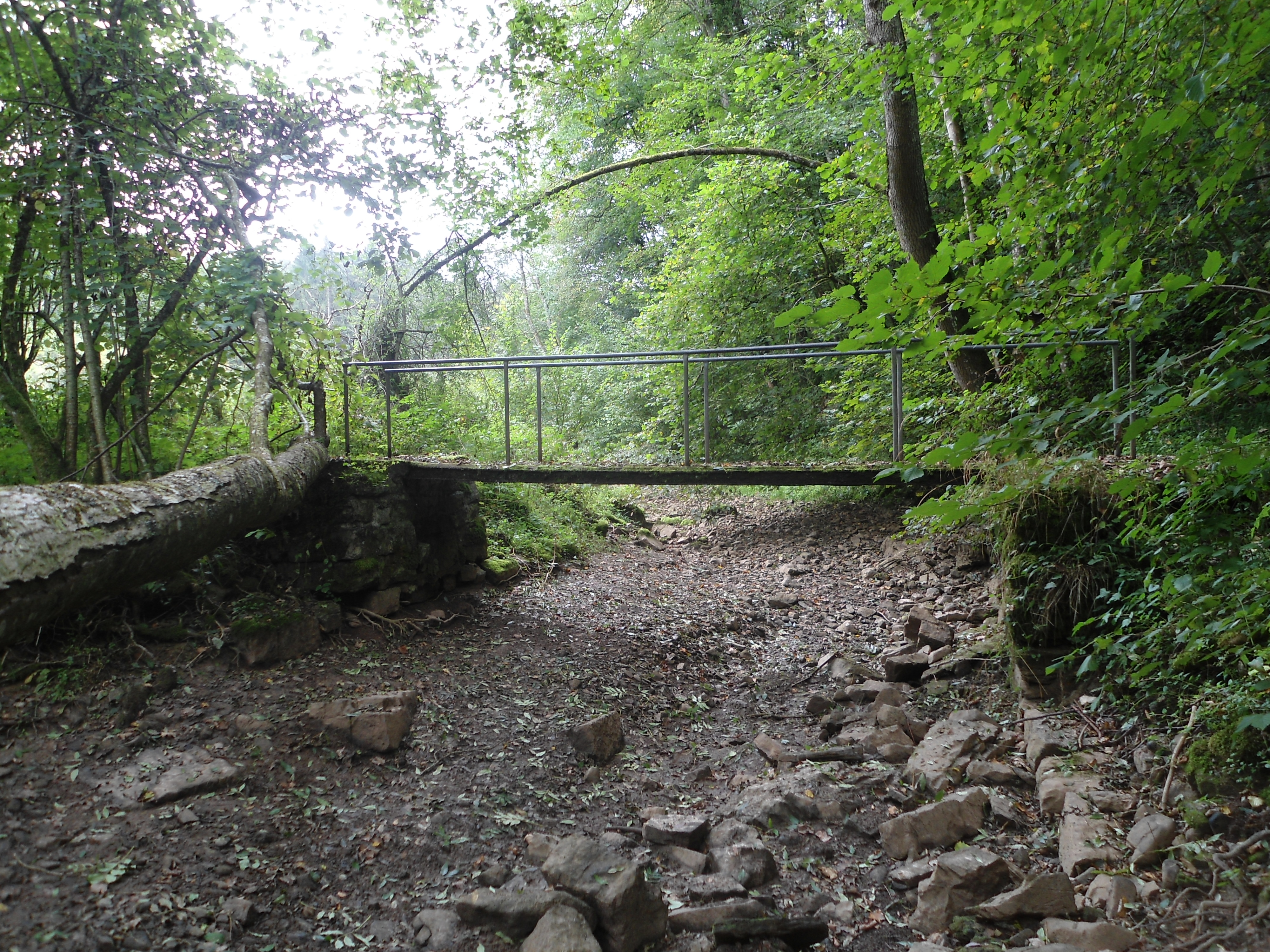
Lit de la Lembrée après sa perte à My